# Bronisław Stefan Oyrzanowski
Bronisław Stefan Oyrzanowski (ur. 4 maja 1913 w Kutnie, zm. 11 listopada 1997 w Krakowie) – polski ekonomista, docent, profesor nadzwyczajny i zwyczajny nauk ekonomicznych, specjalista jakości w ekonomii.

## Życiorys
Urodził się w rodzinie Feliksa (1872–1938), lekarza szpitala św. Walentego w Kutnie, i Kleotyldy Marii Billiou de Toursou (1883–1979). Miał dwóch braci: Wiesława (zginął w 1939 w KL Stutthow) i Andrzeja (1910–1911). Ukończył Gimnazjum Państwowe im. Henryka Dąbrowskiego w Kutnie, gdzie w 1930 był redaktorem naczelnym miesięcznika uczniowskiego „Przebojem”. W latach 1931–1936 studiował w Szkole Głównej Handlowej w Warszawie, gdzie uzyskał tytuł magistra, odbywając równocześnie w roku akademickim 1934/1935 i następnie 1936/1937 studia w London School of Economics. Pracę zawodową rozpoczął w 1937 r. w Instytucie Badania Koniunktur Gospodarczych i Cen w Warszawie w charakterze asystenta. W styczniu 1939 r. przeniósł się do Krakowa i podjął pracę w Instytucie Ekonomicznym Polskiej Akademii Umiejętności.
Podczas okupacji hitlerowskiej był w 1943 r. przez kilka miesięcy więziony przez gestapo za pomoc udzieloną zbiegłym z oflagu jeńcom. Jesienią tego samego roku zaangażował się w tajne nauczanie organizowane przez Uniwersytet Jagielloński.
W 1945 r. uzyskał stopień doktora nauk ekonomicznych w Szkole Głównej Handlowej w Warszawie i podjął pracę na Uniwersytecie Jagiellońskim. W 1950 r. studiował w Moskiewskim Państwowym Instytucie Ekonomicznym, a po powrocie do kraju zaczął wykładać w Wyższej Szkole Ekonomicznej w Krakowie. W 1954 r. uzyskał tytuł docenta, a w 1957 r. tytuł profesora nadzwyczajnego nauk ekonomicznych. Dzięki uzyskanemu stypendium Fundacji Forda odbył w latach 1959–1960 studia na Uniwersytecie Harvarda oraz na Massachusetts Institute of Technology. W 1961 r. został powołany na stanowisko kierownika Wydziału Planowania i Programowania Komisji Gospodarczej Organizacji Narodów Zjednoczonych ds. Afryki w Addis Abebie i Dakarze. Po powrocie do kraju rozpoczął pracę na Uniwersytecie Jagiellońskim. W 1976 r. nadano mu tytuł profesora zwyczajnego nauk ekonomicznych. W 1983 r. przeszedł na emeryturę. W latach 1985–1991 wykładał na University of Wisconsin.

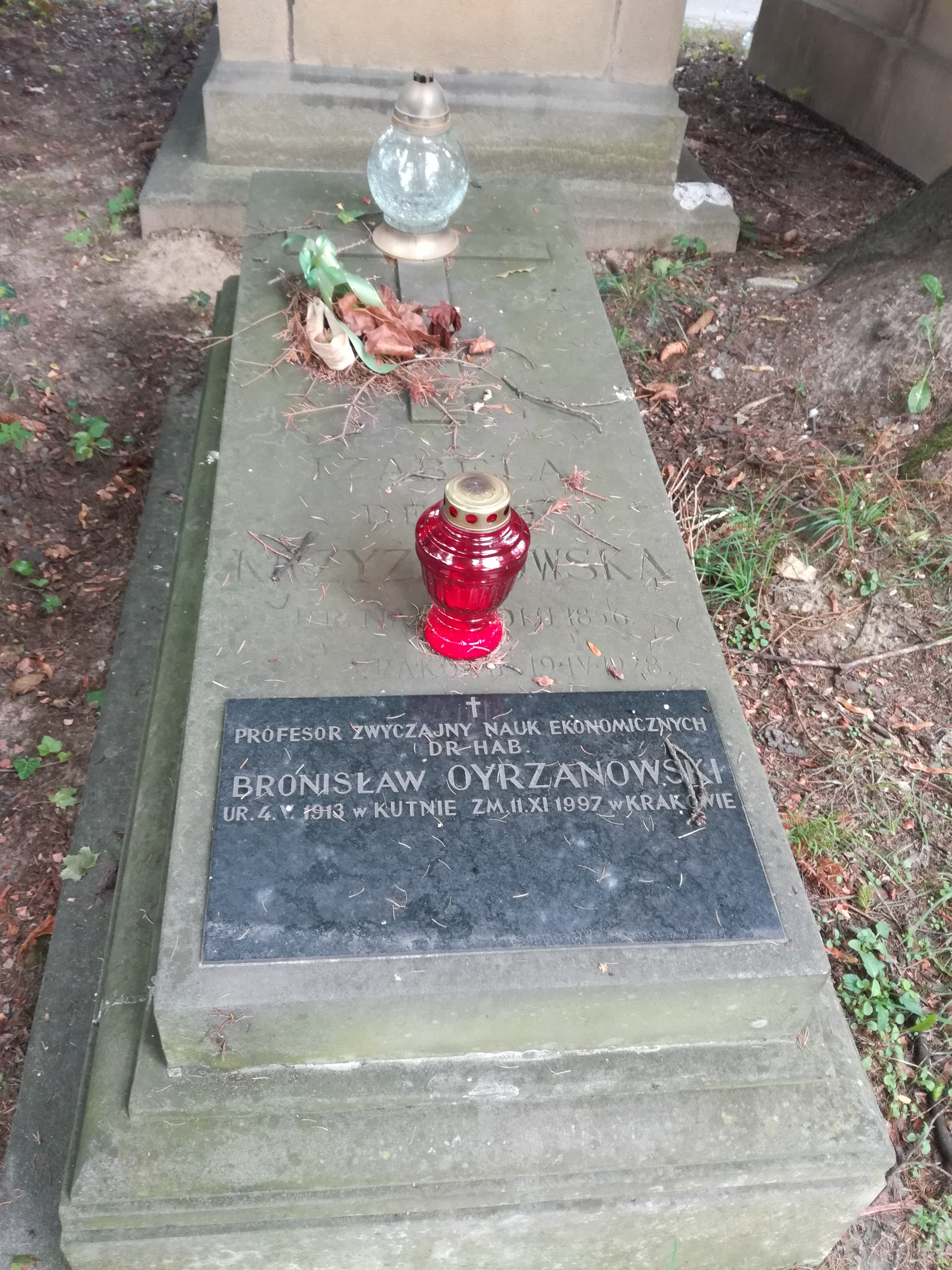
Grób prof. Bronisława Oyrzanowskiego na cmentarzu Rakowickim w Krakowie

Zmarł w Krakowie, pochowany na cmentarzu Rakowickim (kwatera IVb-zach-po prawej Polaczka).

## Prace naukowe
Prace naukowe dotyczyły głównie pięciu zazębiających się tematów, tj.:
- inflacji,
- problemów rozwoju tzw. Krajów Trzeciego Świata,
- historii doktryn ekonomicznych,
- ekonomicznych problemów jakości,
- ekonomii[7].

## Publikacje
- Zasady rozmieszczania sił wytwórczych 1954,
- Problems of Inflation under Socialism, [w:] Inflation, Int. Economics As., London 1962,
- Twenty years projection of Economic Development of Iraq and Possibilities of financing Housing Construction 1974,
- Optimum quality level as function of wants, income and prices, XX Congres of EOQC, Belgrad 1979,
- Problems of Quality Formation from the Point of View of State, Community, Proceduer and Consumer, Warszawa 1980,
- Mała Encyclopedia Jakości, Warszawa 1984 (red. I współautor),
- Towards Precision of Quality Concept, Quality 1984,
- Jakość dla konsumenta, producenta i gospodarki narodowej 1989,
- Najnowsza historia ekonomiczna Stanów Zjednoczonych w cyfrach i wykresach 1990,
- Mikroekonomia 1995,
- Integrated Quality costs of Design and of Manufacture, Proceedings of Quality Conference, Poznań, wrzesień 1996,
- Makroekonomia 1997.[8]

## Działalność pozanaukowa
- Polskie Towarzystwo Ekonomiczne – przewodniczący 1953–1961,
- Komisja Ekonomiki Jakości i Postępu Technicznego – przewodniczący i współzałożyciel 1967,
- Komisja Kosztów Jakości Europejskiej Organizacji Sterowania Jakością – przewodniczący 1974,
- Stowarzyszenie Bojowników o Wolność i Demokrację,
- Współzałożyciel, przewodniczący i wiceprzewodniczący oddziału krakowskiego Federacji Konsumentów[8].

## Ordery i odznaczenia
- Krzyż Oficerski Orderu Odrodzenia Polski[9]
- Krzyż Kawalerski Orderu Odrodzenia Polski[9]
- Złoty Krzyż Zasługi (28 września 1954)[1]
- Medal 10-lecia Polski Ludowej (15 stycznia 1955)[10]
- Złota Odznaka Honorowa Polskiego Towarzystwa Ekonomicznego[11]